# 西川佳明
西川 佳明（にしかわ よしあき、1963年7月14日 - ）は、大阪府南河内郡太子町出身の元プロ野球選手（投手）。
ロサンゼルスオリンピック野球の金メダリスト。

## 経歴
小学校時代は東住吉のリトルリーグに所属し、左腕のエースとして活躍。その後シニアリーグに入り、中学ではサッカーに勤しんでいた。
1979年にPL学園高校に進学。チームメイトの吉村禎章や若井基安とともに活躍し、2年生の時には秋季大阪府大会を勝ち抜き秋季近畿大会で優勝。チームは翌年春の選抜に選出された。1981年の第53回選抜高等学校野球大会では、5試合45回を一人で投げ切り、被安打19、防御率0.20、三振43、四死球7、被打率.123、完封3。打者としても打率.353という輝かしい成績を残し、優勝の原動力となる。特に決勝の印旛高戦では、0-1とリードされて迎えた9回裏一死、代打の佐藤公宏（2年、のち早大）の同点3塁打が出た直後に、一二塁間を抜くサヨナラヒットを自ら放って逆転優勝を決め、「逆転のPL」の名を高めた。大会で記録した0.20の防御率は現在まで、1975年の金属バット採用後の選抜優勝投手の中では、1983年の水野雄仁に次ぐ第2位の好記録となっている。PL時代は、1年上に岡部明一、1年下に榎田健一郎投手、森浩之らがいた。
1982年に若井、田淵哲也（捕手）らと共に法政大学に進学し、法学部に在籍し野球部所属。1年時の秋季リーグ戦から東京六大学野球リーグ公式戦に登板、2年時の春季立教大学戦から翌年春季の明治大学戦まで16連勝を記録した。これは2023年現在も東京六大学野球の最多連勝記録となっている。

在学中は主に1学年先輩にあたる秦真司とバッテリーを組み、3度のリーグ優勝と2度の大学日本一（1984年春と1985年春）に貢献した。秋の明治神宮野球大会では1983年の同大会準決勝で4年高野光投手擁する東海大に敗退したものの、春の全日本大学野球選手権大会では1984年の同大会決勝で2年生阿波野秀幸投手擁する亜大を、延長11回に法政2年山本貴のサヨナラ本塁打により6-3で下し優勝。翌1985年は同大会決勝で1学年下の猪俣隆が完投で東洋大を下し優勝。2学年上の同じ30勝（14敗）投手 和田護に続く常勝法政を支える主戦投手として活躍した。在学中のリーグ戦の対戦相手は同期の明大福王昭仁や1学年上の竹田光訓投手と広澤克実、同期の早大足立修投手や1年下の石井浩郎、最上級生だった1985年秋に優勝をさらわれた慶大の1年生志村亮投手、相場勤などがいた。

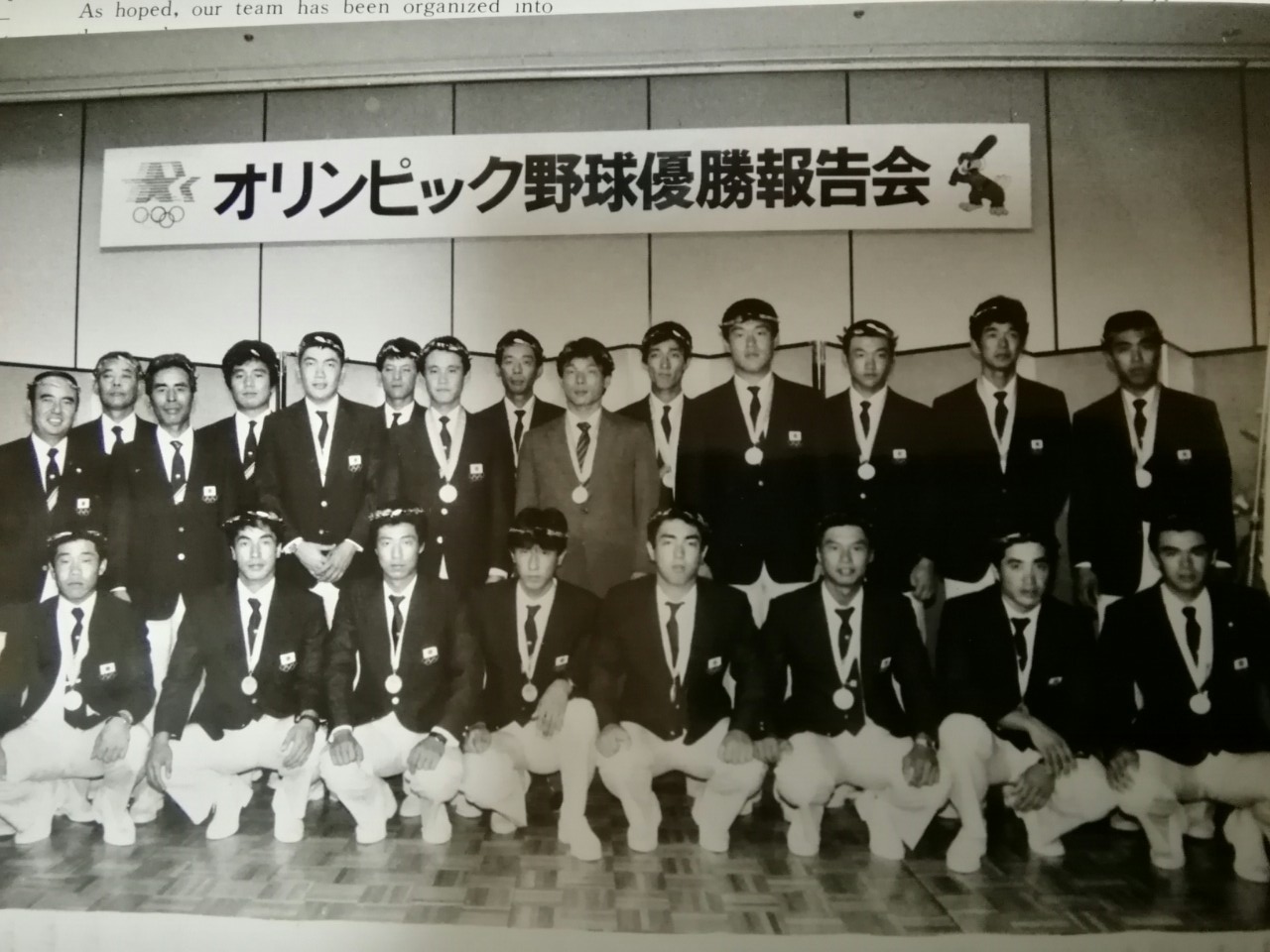
ロサンゼルスオリンピック日本代表金メダル獲得時。後列左から3人目は当時法大監督の鴨田勝雄。同5人目は西川。右に宮本和知、上田和明、広澤克実、秦真司、熊野輝光、和田豊ら

リーグ通算成績は54試合登板、30勝5敗7完封、防御率1.60、ベストナイン3回（83秋・84春・85春）受賞。1984年から2年連続で日米大学野球選手権大会日本代表、さらにロサンゼルスオリンピック日本代表にも選出された。大学時代は同期に若井基安、西山竜二、3学年上に西田真二、木戸克彦、田中富生投手ら、2学年上に小早川毅彦、銚子利夫、和田護や樽井徹両投手、1学年上に秦真司捕手、島田茂、伊吹淳一ら、1学年下に猪俣隆や石井丈裕両投手、高田誠捕手、山本貴、山岸敦、2学年下に秋村謙宏投手などがいた。
1985年のドラフト1位で南海ホークスに入団。プロ1年目の1986年の開幕は二軍で迎え、本人は特に一軍登録を焦ってはいなかったというが、主力投手陣の不調もあり、ウエスタン・リーグで先発予定だった4月17日に急遽一軍登録され、阪急西宮球場で行われた対阪急戦にベンチ入り。中継ぎに起用され、プロ初登板で初勝利を飾る。4月29日には先発として登板し、5月5日に藤井寺球場で行われた近鉄戦では完投勝利し、南海の主力投手陣の一人として定着。7月半ばまでに7勝を上げ、オールスターゲームにも選出され、第2戦で先発登板し3イニングを無失点に抑えている。同年は10勝10敗、防御率3.89（リーグ10位）という成績を収めた。
プロ2年目となる1987年には学生時代から酷使した身体のケアを怠り、思うような投球が出来なくなり、9月に二軍落ちしたため7勝10敗、防御率5.59の成績にとどまった。3年目の1988年3月23日のオープン戦ではヤクルト相手にノーヒットノーランを達成した。4月9日に前日の試合が雨天中止となり、初の開幕投手を務めることになった西武との開幕戦でも8回途中まで西武打線を無安打に抑えていたが、清家政和に二塁打を打たれてから均衡を破られ、結局敗戦投手となってしまった。その後チームは球団史上初の開幕7連敗を喫してしまう。9月14日に球団の譲渡が正式発表され10月20日に行われた南海最後の試合となる対ロッテ戦には先発投手としてマウンドに立った。
1990年オフに5対4のトレードで阪神に移籍。在籍2年間で5試合の登板にとどまり1992年限りで現役を引退した。
引退後は、大阪にてゴルフのアシスタントプロを経て、現在はトラックドライバーの職に就いている。休日には子供たちに野球を指導していた。
2度の結婚歴がある。45歳の時再婚し、1男をもうけている。

## 選手としての特徴・人物
リトルリーグの頃から速球以外に時折カーブも投げていた。
高校時代は、前述のように3年春のセンバツ優勝の原動力になっているが、好不調の波が激しい、貧血症で血を増やす薬を常用していた事情などもあり大会前の評価は高くなかったという。
プロ入り後は、大学時代からの武器であるシュートを捨て、球速がない代わりにスライダーやナックルボールを武器に、80キロ台から130キロ台の緩急とコントロールで勝負する技巧派のピッチャーとなった。阪急監督の上田利治はその投球術を「公園で草野球をしとるおっさんみたいなボールや」と喩えている。しかし、試合序盤か終盤で好不調がもろに出てしまうなど安定感に欠けるところに大きな課題があった。
後に、「プロ野球生活で残念だったこと」として、プロ入り一年目の1986年に新人王を獲得できなかったこと(西川も新人としては10勝を挙げ新人王に選ばれてもおかしくない成績を挙げたがこの年新人王を取ったのはPL学園高校の後輩にあたり、高卒新人本塁打記録を作った清原和博だった)、10勝しながらも契約更改で年俸が思ったほど上がらなかったことに抵抗しなかったこと、1988年4月9日の西武との開幕戦で好投しながらも敗戦投手になってしまったことの3つを上げている。
南海時代のニックネームは「ガンノ」だったが、その由来は芦屋雁之助に似ているから、というものだった 。また、現役中、"野球選手にならなかったら"の質問には「ダンプの運ちゃん」と回答していた。

## 詳細情報

### 年度別投手成績
| 年 度     | 球 団         | 登 板 | 先 発 | 完 投 | 完 封 | 無 四 球 | 勝 利 | 敗 戦 | セ 丨 ブ | ホ 丨 ル ド | 勝 率 | 打 者 | 投 球 回 | 被 安 打 | 被 本 塁 打 | 与 四 球 | 敬 遠 | 与 死 球 | 奪 三 振 | 暴 投 | ボ 丨 ク | 失 点 | 自 責 点 | 防 御 率 | W H I P |
| --------- | ------------- | ----- | ----- | ----- | ----- | -------- | ----- | ----- | -------- | ----------- | ----- | ----- | -------- | -------- | ----------- | -------- | ----- | -------- | -------- | ----- | -------- | ----- | -------- | -------- | ------- |
| 1986      | 南海 ダイエー | 26    | 22    | 9     | 1     | 2        | 10    | 10    | 1        | --          | .500  | 682   | 159.2    | 165      | 18          | 44       | 4     | 4        | 75       | 0     | 1        | 77    | 69       | 3.89     | 1.31    |
| 1987      | 南海 ダイエー | 23    | 20    | 4     | 0     | 0        | 7     | 10    | 0        | --          | .412  | 564   | 122.1    | 151      | 19          | 55       | 8     | 3        | 60       | 1     | 0        | 84    | 76       | 5.59     | 1.68    |
| 1988      | 南海 ダイエー | 28    | 26    | 6     | 1     | 0        | 6     | 10    | 0        | --          | .375  | 618   | 139.1    | 149      | 23          | 58       | 1     | 2        | 68       | 2     | 0        | 88    | 70       | 4.52     | 1.49    |
| 1989      | 南海 ダイエー | 23    | 11    | 1     | 0     | 0        | 1     | 6     | 0        | --          | .143  | 310   | 63.0     | 83       | 13          | 37       | 3     | 1        | 22       | 2     | 0        | 53    | 48       | 6.86     | 1.90    |
| 1990      | 南海 ダイエー | 5     | 4     | 1     | 0     | 0        | 1     | 3     | 0        | --          | .250  | 65    | 14.1     | 16       | 4           | 7        | 0     | 0        | 5        | 1     | 0        | 12    | 12       | 7.53     | 1.60    |
| 1991      | 阪神          | 5     | 1     | 0     | 0     | 0        | 0     | 0     | 0        | --          | ----  | 47    | 10.0     | 11       | 1           | 5        | 1     | 1        | 8        | 0     | 0        | 7     | 5        | 4.50     | 1.60    |
| 通算：6年 | 通算：6年     | 110   | 84    | 21    | 2     | 2        | 25    | 39    | 1        | --          | .391  | 2286  | 508.2    | 575      | 78          | 206      | 17    | 11       | 238      | 6     | 1        | 321   | 280      | 4.95     | 1.54    |

- 各年度の太字はリーグ最高
- 南海（南海ホークス）は、1989年にダイエー（福岡ダイエーホークス）に球団名を変更

### 記録
投手記録
- 初登板・初勝利：1986年4月17日、対阪急ブレーブス4回戦（阪急西宮球場）、7回裏に3番手で救援登板、1回1/3無失点
- 初先発登板・初完投：1986年4月29日、対西武ライオンズ4回戦（大阪スタヂアム）、10回1失点で勝敗つかず
- 初先発勝利・初完投勝利・初完封勝利：1986年5月5日、対近鉄バファローズ4回戦（藤井寺球場）
- 初セーブ：1986年7月12日、対阪急ブレーブス12回戦（大阪スタヂアム）、9回表1死に2番手で救援登板・完了、2/3回無失点

打撃記録
- 初打席：1991年5月7日、対ヤクルトスワローズ3回戦（明治神宮野球場）、2回表に宮本賢治の前に凡退

その他の記録
- オールスターゲーム出場：1回（1986年）

### 背番号
- 21（1986年 - 1990年）
- 41（1991年 - 1992年）